# Eden (polski zespół muzyczny)
Eden – polski zespół rockowy, a następnie country-folkowy, działający pod tą nazwą od 1974 roku w Warszawie.

## Powstanie i skład zespołu
Inicjatorem powstania grupy był Tadeusz Bajewski (śpiew, gitara, fortepian, harmonijka ustna), lider i główny kompozytor), który współpracował z: Danutą Ławrynowicz (śpiew, gitara, banjo, instrumenty perkusyjne) i Maciejem Kubickim (śpiew, skrzypce, gitara basowa, instrumenty perkusyjne). Zespół wywodził się z rockowej formacji Motyw Blues, która jesienią 1974 roku przyjęła nazwę Eden, lecz do 1975 roku nadal prezentowała rockowe oblicze w rozszerzonym składzie i w 1976, gdy wróciła do repertuaru Motyw Bluesa przy okazji sesji nagraniowej na potrzeby Polskiej Kroniki Filmowej (komplet nagrań radiowych z tego okresu zbiera album pt. Miasto szczęśliwych ludzi, który ukazał się z końcem lutego 2020 roku nakładem GAD Records). Zespół związany był z Domem Kultury Zakładów Radiowych im. Marcina Kasprzaka.

## Działalność
W latach 1973–1974, jeszcze pod nazwą Motyw Blues brał udział w konkursie warszawskiej imprezy Mokotowska Młodzieżowa Jesień Muzyczna, dwukrotnie zdobywając I nagrodę. Krokiem w stronę profesjonalnej kariery okazał się debiut na XIII KFPP Opole'75, gdzie Eden wykonał piosenkę Oko za oko. W nagrodę otrzymał roczne stypendium, działającego przy ZPR (Zjednoczone Przedsiębiorstwa Rozrywkowe) Zakładu Ośrodków Gier i Klubów Rozrywki, które umożliwiło profesjonalną działalność zespołu. 
Eden nagrywał dla Polskiego Radia i często gościł na antenie radiowej, głównie w Programie I. Wystąpił także w widowisku telewizyjnym Sentymenty w reżyserii Olgi Lipińskiej. Koncertował w wielu miastach Polski, a także za granicą. Działalność zakończył pod koniec lat 70.

## Dyskografia
- ?: Impresje (EP, Pronit Z-N-0609)
- 1975: Opole 75 (SP, Tonpress S-10) (kompilacja)
- ?: Rewia Rytmów nr 2 (MC, Stilon CL-093)
- 2020: Miasto szczęśliwych ludzi (GAD CD 114)[1]

## Najważniejsze piosenki
- Oko za oko (muz. T. Bajewski, sł. Agnieszka Osiecka)
- Przyjdziesz, przyjdziesz (muz. T. Bajewski, sł. A. Osiecka)
- Rajska jabłoń (muz. A. Hetman, sł. T. Urgacz)
- Rybka (muz. T. Bajewski, sł. D. Ławrynowicz)